# Битва при Танагре (457 до н. э.)
Битва при Танагре или Танагрское сражение — сражение 457 года до н. э. между афинскими и спартанскими войсками во время Малой Пелопоннесской войны. Сражению предшествовал военный поход спартанского войска в Беотию. Пока лакедемоняне воевали с фокидянами, афинские войско и флот перекрыли сухопутные и морские пути из Беотии на Пелопоннес. Спартанцы после завершения успешного похода не могли беспрепятственно вернуться домой в Лаконику. Тогда они заняли город Танагру, который находился в 40 километрах севернее Афин.
Последующая битва, в которой согласно античным источникам участвовало около 11,5 тысяч спартанцев с союзниками и 14 тысяч афинян и союзных войск, была кровопролитной. Формально победили спартанцы, так как афиняне после предательства фессалийской конницы были вынуждены отступить с поля боя. В ходе сражения афинское войско не было разбито — спартанцы лишь вынудили афинян оставить поле боя. Спартанцы же, обескровленные в ходе тяжёлого сражения, были вынуждены покинуть Беотию, которую через несколько месяцев заняли афинские войска. По образному выражению академика В. П. Бузескула, Древние Афины никогда не были столь могущественными, как после поражения при Танагре. Афины не только распространили своё влияние на Беотию, но и на время решили внутриполитические проблемы: на фоне опасности со стороны сильной армии врага, которая находилась в пределах дня пути до города, были забыты противоречия между аристократической и демократической партиями, и произошло примирение между давними политическими противниками.

## Предыстория
Малая Пелопоннесская война началась в 460 году до н. э. Формальным поводом её начала стал приграничный конфликт между Коринфом и Мегарами: мегары покинули Пелопоннесский и вступили в Афинский морской союз, начав войну между двумя военными союзами древнегреческих полисов. На первом этапе военные действия ограничивались локальным противостоянием между Коринфом и Мегарами. Главный участник Пелопоннесского союза — Спарта — вначале не участвовал в военных действиях. Существует несколько гипотез относительно причин такого промедления спартанцев — нежелание вступать в войну с Афинами со стороны спартанской «партии мира», необходимость решить внутренние проблемы с илотами.
В 457 году до н. э. фокидяне захватили один из городов Дориды в Центральной Греции. Согласно античным источникам, спартанцы считали Дориду своей метрополией («материнским городом») — областью, из которой их предки пришли на Пелопоннес. В Дориду было отправлено крупное войско под командованием регента при малолетнем царе Плистоанакте Никомеда. Версия Плутарха о том, что спартанцы отправились освобождать от фокейцев священный город Дельфы, не принимается современными учёными всерьёз. Защита своей исторической родины, скорее всего, являлась лишь возможным официальным поводом для начала военных действий со стороны Спарты. Историки высказывают несколько версий о реальных целях спартанцев: разрушение укреплений в союзной Афинам Мегариде; желание установить в Беотии, где географически располагалась Дорида, лояльные политические режимы, чтобы затем использовать эту область для нападения на Афины. Ситуативным союзником Спарты в Беотии на тот момент были Фивы.
Спартанцы без особых проблем достигли Центральной Греции. В античных источниках отсутствует описание маршрута спартанской армии. Скорее всего, коринфские корабли перевезли солдат через Коринфский залив из Пелопоннеса в Центральную Грецию. В то время как спартанцы находились в Беотии в непосредственной близости от границ Аттики, афиняне решили сделать упреждающий удар. Они собрали войско и выступили навстречу спартанцам. При анализе фрагментов «Истории» Фукидида можно сделать вывод о том, что инициаторами сражения были афиняне. Фукидид пишет, что афиняне перекрыли спартанцам пути на Пелопоннес. Афинский флот стоял в Коринфском заливе, а войска заняли стратегические пункты на горном хребте Мегариды Герании. Если верить Фукидиду, то получается, что афинские флот и войска заняли соответствующие позиции уже после прохода основных сил спартанцев, тем самым отрезав их от родных мест. Афиняне заманили в ловушку войско Спарты, с которой они формально находились в состоянии войны. Диодор Сицилийский приводит иную версию событий. По его мнению, афиняне решили атаковать спартанцев на марше и отправили в Геранию своё войско. Спартанцы, узнав о планах противника, отправились в Танагру. Афиняне были вынуждены поменять маршрут и вступили в Беотию. Историки считают возможными авторами такого плана по уничтожению спартанской армии Миронида, Толмида и Перикла.

## Перед битвой
Спартанцы заняли позиции около беотийского полиса Танагры. Их выбор был не случайным. Город находился всего в 40 километрах севернее Афин, являлся хорошей базой для снабжения оружием и припасами. Также спартанцы, будучи на расстоянии однодневного перехода к Афинам, могли рассчитывать на предательство со стороны недовольных процессами демократизации аристократов.
Перед битвой произошло событие, которое повлияло на дальнейшую внутриполитическую жизнь в Древних Афинах. В лагере афинян появился опальный политик и военачальник Кимон, который в полном вооружении встал в строй. За четыре года до описываемых событий его изгнали из Аттики остракизмом. Формально, появившись в афинском военном лагере, известный проспартанской позицией политик не нарушал афинских законов. Законодательно его изгнали из Аттики, а сражение происходило в Беотии. Намерения Кимона принять участие в предстоящей битве выглядели весьма патриотическими. Сторонники Перикла потребовали от Кимона покинуть войско. Власти запретили ему участвовать в сражении. Они опасались, что Кимон может совершить предательство в самый ответственный момент. Кимон был вынужден удалиться. Перед уходом он просил «своих товарищей, над которыми в наибольшей мере тяготело обвинение в приверженности к Спарте, твёрдо стоять в бою и подвигами своими оправдаться перед согражданами». Не исключено, что данная история является лишь красивой легендой. Современные историки указывают на ряд противоречий. Если Кимон, как пишут античные источники, принадлежал к филе Ойнеиды, то его друзья были приписаны к другим филам. Перед битвой они должны были находиться в различных частях войска далеко друг от друга.

## Силы сторон
По оценкам Фукидида и Диодора Сицилийского в сражении участвовало 14 тысяч воинов со стороны афинян, которыми командовал стратег Миронид. В их состав входила тысяча аргивян и жителей города Клеоны, а также небольшие контингенты полисов Афинского морского союза и фессалийской конницы. От спартанцев в поход в Беотию отправилось 11500 воинов, среди которых было полторы тысячи спартиатов и десять тысяч союзников. В сражении при Танагре на стороне спартанцев могли также участвовать союзные беотийцы.
Историк И. Плант особо подчёркивает, что для спартанцев было непросто собрать такое большое войско. Землетрясение в Спарте 464 года до н. э. и третья мессенская война привели к существенному уменьшению населения. В противоположность спартанцам афиняне не испытывали недостатка в воинах. На момент битвы при Танагре в Египте находилось несколько десятков тысяч воинов из Афин и союзных им полисов. Афины одновременно вели осаду Эгины и ещё содержали мощный флот, который, согласно Фукидиду, находился в Коринфском заливе. Д. Рис нашёл несколько неточностей в передаче численности и состава армии спартанцев в античных источниках. Если в сражении участвовали лишь те воины, которые прибыли из Пелопоннесса, то это означает, что беотийцы не участвовали в битве. А раз так, то каким образом они были вскоре побеждены при Энофитах обескровленной в битве при Танагре армией афинян. Если же беотийцы, чьи войска могли составлять около семи тысяч воинов, пополнили армию из 11500 пелопоннесцев, становится непонятным, каким образом афиняне, которых предала фессалийская конница, смогли выдержать бой. Д. Рис делает вывод о том, что беотийцы входили в состав десяти тысяч союзников Спарты, которые по версии Фукидида и Диодора пришли из Пелопоннеса.

## Битва
По современным оценкам обе стороны сражались в боевом порядке фаланги. Более манёвренная лёгкая пехота спартанского войска обошла фланги афинян. Переход на сторону спартанцев фессалийской конницы предрешил исход сражения.
Согласно большинству античных источников победу в сражении одержали спартанцы. Геродот называет Танагрское сражение одной из пяти «великих битв», в которых победили спартанцы при участии Тисамена Элейского. Фукидид пишет, что «победу одержали лакедемоняне и их союзники», однако подчёркивает большие потери с двух сторон. Плутарх приводит несколько деталей сражения. В частности он пишет, что сторонники Кимона «взяв его доспехи, поместили их посреди своего отряда, тесно сплотились друг с другом, и сто человек их пало в ожесточённом бою, оставив в афинянах чувство глубокой скорби и раскаяния в том, что несправедливо их обвиняли». Этот же автор особо подчёркивает храбрость, которую проявил во время битвы политик Перикл. Из этого фрагмента непонятно, в каком качестве он участвовал в сражении — стратега или обычного воина. Павсаний «растянул» сражение на два дня. В первый побеждали афиняне, во многом благодаря храбрости отряда аргивян. На второй день, после предательства фессалийской конницы, победу одержали спартанцы. Не исключено, что гибель всех сторонников Кимона была лишь поздней выдумкой, направленной на «обеливание» афинских аристократов. Предательство фессалийской конницы, которая состояла преимущественно из аристократов, также можно рассматривать в контексте классовых противоречий знати и демоса. Ещё одним мотивом предательства конницы могло быть поражение основных сил афинян, после чего фессалийские гиппеи решили перейти на сторону спартанцев.
В отличие от других античных авторов Диодор Сицилийский писал, что сражение завершилось ничьей. В его изложении с обеих сторон было множество убитых. Однако, поскольку наступила ночь, и ни спартанцы, ни афиняне не могли считать себя победителями, то они заключили перемирие на четыре месяца. В целом все источники подчёркивают тяжёлые потери с обеих сторон. Поражение афинян не было сокрушительным. Афинское войско отступило в полном порядке, оставив поле боя за спартанцами.

## Последствия
Несмотря на победу, обескровленные спартанцы были не в состоянии вторгнуться в Аттику. Они прошли маршем через Мегариду в Пелопоннес, не встретив сопротивления и вырубив по пути оливковые рощи. Из десятой части военной добычи спартанцы выковали большое позолоченное навершие в форме щита, которое посвятили Зевсу в его храме в Олимпии. На мраморном блоке-подставке под акротерий в виде щита была сделана надпись: «В храм сей щит золотой спартанцы после Танагры / Вместе с союзным своим войском его принесли / В дар, победив аргивян, афинян, а также ионян./ Взятой добычи врагов — это десятая часть». Афиняне похоронили павших бойцов, как своих соотечественников, так и союзников, в одной из братских могил у Дипилонских ворот. В память о погибших, по одной из версий, была написана эпитафия: «Радуйтесь, лучшие дети афинян, цвет конницы нашей! / Славу великую вы в этой стяжали войне. / Жизни цветущей лишились вы ради прекрасной отчизны, / Против бесчисленных сил эллинов выйдя на бой». Впоследствии эту эпитафию приписали Симониду. По другой версии, эта эпитафия Симонида была посвящена афинянам, которые погибли во время войны со спартанцами в 508 году до н. э., когда войска царя Клеомена I заняли Афины.
Для Афин тяжёлые потери во время сражения не были столь чувствительными, как для Спарты. Спартанское войско было вынуждено покинуть Беотию и вернуться домой, в то время как афиняне через несколько месяцев (согласно Фукидиду через 62 дня) вторглись в Беотию. После победы в битве при Энофитах Афины получили контроль практически над всей областью, за исключением Фив. Сами афиняне не считали битву при Танагре поражением. Об этом свидетельствует оценка события в диалоге Платона «Менексен»: «афиняне, защищавшие в Танагре свободу беотийцев, вступили в сражение с лакедемонянами; исход сражения остался неясен, и дело решили последующие события: лакедемоняне отступили, бросив на произвол судьбы своих подопечных, наши же, победив в трёхдневной битве при Энофитах, честно вернули несправедливо изгнанных беотийцев. Эти наши люди первыми после персидской войны защищали эллинскую свободу, противостоя самим же эллинам. Они проявили себя доблестными мужами …».
Вскоре после битвы при Танагре Перикл выступил перед Народным собранием с предложением разрешить Кимону досрочно вернуться в Афины. Ситуация выглядела достаточно пикантной, так как именно Перикл за несколько лет до этого способствовал остракизму своего политического оппонента Кимона. Следует подчеркнуть, что Перикл руководствовался не только изменившимся отношением афинян к Кимону, но и своими политическими мотивами. К тому же после гибели гетерии Кимона бывший оппонент не представлял угрозы для молодого Перикла. По одной из гипотез, афиняне ждали повторного похода спартанцев к их территории и специально вернули в город уважаемого в Спарте политика, чтобы тот заключил мир.
По оценкам современных историков битва при Танагре была тактическим поражением и одновременно стратегической победой Афин. По образному выражению академика В. П. Бузескула, Афины никогда не были столь могущественны, как после поражения при Танагре. Сфера влияния Афин распространилась на Беотию, была закончена постройка мощных оборонительных сооружений Длинных стен, вскоре после битвы пала Эгина. Близкая опасность со стороны внешнего врага на время сплотила аристократическую и демократическую партии.

### Античные источники
- Геродот. История в девяти книгах / Перевод и примечания Г. А. Стратановского, под общей редакцией С. Л. Утченко. Редактор перевода Н. А. Мещерский. — Л.: Наука, 1972.
- Диодор Сицилийский. Историческая библиотека / Перевод, статья, комментарии и указатель О. П. Цыбенко. — М.: Лабиринт, 2000. — (Античное наследие).
- Павсаний. Описание Эллады / Перевод и примечания С. П. Кондратьева под редакцией Е. В. Никитюк. Ответственный редактор проф. Э. Д. Фролов. — СПб.: Алетейя, 1996. — ISBN 5-89329-006-2.
- Платон. Собрание сочинений в четырёх томах / Общая редакция А. Ф. Лосева, В. Ф. Асмуса, А. А. Тахо-Годи. Автор вступительной статьи и статей в примечаниях А. Ф. Лосев. — М.: Мысль, 1990. — Т. 1. — (Философское наследие). — ISBN 5-244-00451-4.
- Плутарх. Сравнительные жизнеописания в двух томах / Перевод С. П. Маркиша, обработка перевода для настоящего переиздания — С. С. Аверинцева, переработка комментария — М. Л. Гаспарова.. — второе. — М.: Наука, 1994.
- Страбон. География в 17 книгах / Перевод, статья и комментарии Г. А. Стратановского под общей редакцией проф. С. Л. Утченко.. — М.: Ладомир, 1994.
- Фукидид. История. — М.: АСТ, Ладомир, 1999. — 736 с. — ISBN 5-86218-359-0.

### Современные исследования
- Античная лирика / Вступительная статья С. Шервипского. Составление и примечания С. Апта и Ю. Шульца. — М.: Художественная литература, 1968. — (Библиотека всемирной литературы).
- Греческая эпиграмма / издание подготовила Н. А. Чистякова. — СПб.: Наука, 1993. — (Литературные памятники). — ISBN 5-02-027950-1.
- Танагрское сражение // Советская военная энциклопедия. В 8 томах / Пред. гл. ред. комиссии Н. В. Огарков. — М.: Воениздат, 1979. — Т. 7. Радиоконтроль — Тачанка. — С. 649. — 687 с.
- Бузескул В. П. История афинской демократии / Вступ. ст. Э. Д. Фролова; науч. редакция текста Э. Д. Фролова, Μ. М. Холода. — СПб.: ИЦ «Гуманитарная Академия», 2003. — 480 с. — (Studia Classica). — ISBN 5-93762-021-6.
- Гущин В. Р. Афины на пути к демократии: VIII—V века до н. э.. — М.: Изд. дом Высшей школы экономики, 2021. — 456 с. — (Монографии ВШЭ: Гуманитарные науки). — 500 экз. — ISBN 978-5-7598-2220-2.
- Карпюк С. Г. Общество, политика и идеология классических Афин. — М.: ИВИ РАН, 2003. — 380 с. — ISBN 5-94067-102-0.
- Лурье С. Я. История Греции / Сост., авт. вступ. статьи Э. Д. Фролов. — СПб.: Издательство С.-Петербургского университета, 1993. — 680 с. — ISBN 5—288—00645—8.
- Любимцев Ю. Н. Конфликт Спарты и Афин 457—451 годов до н. э. и его значение в первой Пелопоннесской войне // Via in tempore. История. Политология. — Белгородский государственный национальный исследовательский университет, 2017. — Т. 44, вып. 271, № 22. — С. 5—12. — ISSN 2687-0967.
- Мальмберг В. К. Древне-греческие фронтонные композиции : Исслед. в области декорат. скульптуры. — СПб.: Тип. И.Н. Скороходова, 1904.
- Суриков И. Е. Античная Греция: политики в контексте эпохи: время расцвета демократии. — М.: Наука, 2008. — 383 с. — ISBN 978-5-02-036984-9.
- Штенцель Альфред. Глава II. Морское могущество Афин. Расцвет Афинского морского союза // История войн на море. В 2-х т = Петроград, — 1918 / A.Stenzel — H.Kirchoff, Seekriegsgeschichte in ihren wichtingsten Abschnitten mit Berucksichtigung der Seetaktik, sv. I—VI, Hannover, 1907.-1911. — Изографус, ЭКСМО-Пресс, 2002. — Т. 1. — 704 с. — 5000 экз. — ISBN 5-94661-036-8.
- Plant I. M. The Battle of Tanagra: A Spartan Initiative? (англ.) // Historia: Zeitschrift für Alte Geschichte. — Franz Steiner Verlag, 1994. — Vol. 43, no. 3. — P. 259—274. — JSTOR 4436332.
- Reece D. W. The Battle of Tanagra (англ.) // The Journal of Hellenic Studies. — The Society for the Promotion of Hellenic Studies, 1950. — Vol. 70. — P. 75—76. — doi:10.2307/629293. — JSTOR 629293.
- Roisman J. The Background of the Battle of Tanagra and Some Related Issues (англ.) // L'Antiquité Classique. — L'Antiquité Classique, 1993. — Vol. 62. — P. 69—85. — JSTOR 41657656.